# Оганквіт (Мен)
Оганквіт (англ. Ogunquit) — місто (англ. town) в США, в окрузі Йорк штату Мен. Населення — 1577 осіб (2020).

## Демографія
Згідно з переписом 2010 року, у місті мешкали 892 особи в 498 домогосподарствах у складі 234 родин. Було 2009 помешкань
Расовий склад населення:
| - 97,0 % — білих - 1,0 % — азіатів - 0,1 % — корінних американців - 0,1 % — чорних або афроамериканців |

До двох чи більше рас належало 1,3 %. Частка іспаномовних становила 1,5 % від усіх жителів.
За віковим діапазоном населення розподілялося таким чином: 7,6 % — особи молодші 18 років, 50,0 % — особи у віці 18—64 років, 42,4 % — особи у віці 65 років та старші. Медіана віку мешканця становила 61,7 року. На 100 осіб жіночої статі у місті припадало 100,4 чоловіків;  на 100 жінок у віці від 18 років та старших — 99,0 чоловіків також старших 18 років.
Середній дохід на одне домашнє господарство  становив 96 151 долар США (медіана — 70 500), а середній дохід на одну сім'ю — 127 949 доларів (медіана — 79 231). Медіана доходів становила 98 250 доларів для чоловіків та 52 045 доларів для жінок. За межею бідності перебувало 4,3 % осіб, у тому числі 0,0 % дітей у віці до 18 років та 2,3 % осіб у віці 65 років та старших.
Цивільне працевлаштоване населення становило 522 особи. Основні галузі зайнятості: освіта, охорона здоров'я та соціальна допомога — 26,4 %, науковці, спеціалісти, менеджери — 16,9 %, мистецтво, розваги та відпочинок — 11,9 %, роздрібна торгівля — 10,7 %.